# Иван Балабанов (търговец)
Вижте пояснителната страница за други личности с името Иван Балабанов.
Иван Костов Балабанов е български търговец и юрист.

## Биография
Роден е през 1883 г. във Враца. През 1909 г. завършва право в Париж. Основател е на АД „Атлантика“ (1925) и българо-белгийското АД „Поелс и Сие“ за износ на бекон, колбаси и други месни продукти за Великобритания (1934). Акционер е в дружествата „Българска книжна и дървена индустрия“ и АД „Мадара“. От 1944 до 1960 г. е търговски консул на Швеция в България. Негова съпруга е Мария Балабанова. Умира през 1960 г. в София.
Личният му архив се съхранява в семеен фонд Иван и Мария Балабанови 1482К в Централен държавен архив. Той се състои от 598 архивни единици от периода 1874 – 1994 г.